# Ecitonides
Ecitonides (лат.) — род мирмекофильных коротконадкрылых жуков из подсемейства Paederinae (Staphylinidae). Около 10 видов. Ассоциированы с кочевыми муравьями Ecitoninae.

## Распространение
Неотропика.

## Описание
Мелкого размера коротконадкрылые жуки рыжевато-коричневого цвета. Длина тела около 5—10 мм. Все виды Ecitonides ассоциированы с кочевыми муравьями родов Labidus Jurine 1807 и Nomamyrmex Borgmeier 1936 (Seevers 1965). Муравей Labidus praedator (Smith 1858) зарегистрирован в качестве хозяина жуков E. brevicornis Wasmann 1900, E. fraterculus Borgmeier 1959 и E. tuberculosus Wasmann 1894, муравей L. coecus (Latreille 1802) зарегистрирован в качестве хозяина жуков E. longiceps Wasmann 1900 и E. serrucosus Bruch 1933, а муравьи Nomamyrmex esenbeckii (Westwood 1842) и N. mordax (Santschi 1929) зарегистрированы в качестве хозяина жука E. spectabilis Borgmeier 1932 (Seevers 1965).

## Систематика
Около 10 видов. Род был впервые выделен в 1894 году натуралистом Эрихом Вассманном и ревизован в 2012-м году немецким колеоптерологом Волкером Ассингом (Volker Assing, 1956—2022, Ганновер, Германия), первоначально помещён в трибу Paederini. Молекулярный филогенетический анализ 2023 года показал, что род Ecitonides сестринский к термитофильному роду Ruptor Żyła et al. 2022 и поэтому включён в кладу, названную ‘Medonina and allied taxa’ из подтрибы Medonina в составе трибы Lathrobiini (Paederinae).
- Ecitonides brevicornis Wasmann, 1900 — Бразилия[6]
- Ecitonides constanceae Shaw et al., 2023 — Перу[1]
- Ecitonides fraterculus Borgmeier, 1959 — Бразилия[7]
- Ecitonides longiceps Wasmann, 1900 — Бразилия[6]
- Ecitonides soesilae Makhan 2021 — Суринам[8]
- Ecitonides spectabilis Borgmeier, 1932 — Бразилия[9]
- Ecitonides tuberculosus Wasmann, 1894 — Аргентина, Бразилия, Парагвай[4]
  - =Ecitonides fiebrigi Wasmann, 1909
- Ecitonides verrucosus Bruch, 1933 — Аргентина, Бразилия[10]
- Ecitonides volans Assing, 2012 — Перу[3]